# Országos Idegennyelvű Könyvtár
Az Országos Idegennyelvű Könyvtár egy budapesti nyilvános szakkönyvtár, két egyedi feladatkörrel:
- eredeti nyelvű – elsősorban kortárs világirodalmi – és zenei, továbbá nyelvészeti tárgyú dokumentumokat gyűjt;
- a magyarországi nemzetiségi könyvtárak koordinációs központja.

Az Országos Idegennyelvű Könyvtár nevet 1990 óta viseli. 1956-ban alapították Állami Gorkij Könyvtár néven, s orosz nyelvű közművelődési könyvtárként működött, majd fokozatosan bővült gyűjtőköre. 1978-ban országos feladatkörű szakkönyvtárrá, majd tudományos kutatóhellyé minősítették. Székháza Budapest Belvárosában van, a Molnár utca 11. sz. alatti, több mint százéves (1897), műemlék jellegű épület.
2021. december 1-jétől az Országos Széchényi Könyvtár vette át az Országos Idegennyelvű Könyvtár működtetését. Az OIK a nemzeti könyvtár szervezeti egységeként működik tovább.[forrás?]

## Az Országos Idegennyelvű Könyvtár jellege és gyűjteménye
Az Országos Idegennyelvű Könyvtár országos feladatkörű, nyilvános világirodalmi és nyelvtudományi szakkönyvtár. Az intézmény könyvgyűjteményét folyóirat- és zenei gyűjtemény, nyelvtanulási és gyakorlási lehetőséget kínáló nyelvstúdió, valamint elektronikus adathordozókra épülő adatbázisok sora egészíti ki, mint például az egyedinek tekinthető nemzetiségi vagy műfordítás-bibliográfia. Az OIK a magyarországi nemzetiségi könyvtárak koordinációs központja. A nemzetiségekkel kapcsolatos munkájával a kisebbségeket anyanyelvük, kultúrájuk megőrzésére és újabb anyanyelvű dokumentumok létrehozására igyekszik ösztönözni, a többségben pedig tudatosítani törekszik a kisebbségi nyelvek és kultúrák értékeit.
A gyűjtemény jellegéből eredően – korlátozás nélkül – lehetséges olvasója mindenki, aki idegen nyelveket tanul, tanít vagy használ, vagy a magyar nyelvű, a nemzetiségi és a zenei gyűjteményünk iránt érdeklődik.

### A könyvtár gyűjtőköre

#### Fő gyűjtőkörök
A gyűjteményben kiemelt helyen szerepel a nagy világnyelvek (angol, francia, német, olasz, orosz, spanyol), a Magyarországon élő nemzetiségek és a környező országok népeinek irodalmi, nyelvészeti és zenei anyaga. Mindezt kiegészítik a kis nyelvek, a holt, illetve mesterséges nyelvek hasonló tematikájú dokumentumai. A magyar irodalom, irodalomtörténet, nyelvtudomány, zene, zenetudomány a könyvtár gyűjteményének úgyszintén fontos eleme.
- Kortárs és klasszikus szépirodalom eredeti nyelven és magyar fordításban
- Nyelv- és irodalomtudomány
- Zeneművészet
  - Klasszikus zene
  - Népzene
  - Jazz
  - Világzene
- Zenetudomány
- A kisebbségi kérdés szakirodalma

#### Kiegészítő gyűjtőkörök
- Általános művek
- Művészetek
- A kapcsolódó társadalom- és humán tudományok referens és összefoglaló művei
- Egyéb szaktudományok lexikális művei
- Adattárak
- Szótárak

### A Fajszi-gyűjtemény
A Fajszi Károly által összegyűjtött eszperantó könyvek, folyóiratok és relikviák az 1980-as évek végére túlhaladták a magángyűjtemény határait: a világ negyedik legnagyobb eszperantó gyűjteménye. Fajszi Károly gyűjteményét úgy kívánta hátrahagyni, hogy az együtt maradva továbbra is könyvtárként működjön. A Nemzeti Kulturális Örökség Minisztériuma az egész gyűjteményt 2001 júniusában megvásárolta, és az Országos Idegennyelvű Könyvtárnak további kezelésre átadta.

## Épülete
1897-ben épült Steinhardt Antal tervei alapján a Budapesti Katholikus Kör székházaként téglajegyekből. Vaszary Kolos hercegprímás szentelte fel.

## Az Országos Idegennyelvű Könyvtár éves műfordítás-pályázata
Az Országos Idegennyelvű Könyvtár 2006-ban, fennállásának 50. évfordulóján, a Nyelvek Európai Napjára hagyományteremtő szándékkal műfordítás-pályázatot hirdetett. Azóta a pályázók évről évre más-más nemzet irodalmának egy versét ültetik át magyar nyelvre.
A jeligés műfordítás-pályázatot minden évben háromtagú zsűri értékeli. Ennek állandó tagja eredetileg Lator László örökös tiszteletbeli elnök és Virág Bognár Ágota, az OIK munkatársa volt. Lator László helyét a bírálóbizottságban 2010-től 2017-ig Lackfi János költő, műfordító vette át. A harmadik zsűritag évről évre egy a kiírásban szereplő nyelv irodalmának kiváló ismerője, szakértője és fordítója.
A díjnyertes munkák, valamint a zsűri által kiválasztott 10-15 közlésre alkalmas pályamű megjelenik a Napút folyóirat Káva Téka mellékletében. A pályázatot évről évre az adott nyelv magyarországi kulturális intézete, a kisebbségi önkormányzatok (amennyiben az adott nyelvnek van Magyarországon kisebbsége), valamint a Magyar Fordítóház Alapítvány támogatja.